# Nabis lineatus
Nabis lineatus is een wants uit de familie der sikkelwantsen (Nabidae).

## Uiterlijk
De mannetjes zijn kortvleugelig (brachypteer). De vleugels zijn heel kort. De vrouwtjes zijn kortvleugelig, maar een enkele keer ook langvleugelig (macropteer). De basiskleur is lichtbruin. Op het abdomen zijn drie donkere longitudinale strepen, de zijkant van het abdomen is licht. Ook de vleugels hebben donkere longitudinale banden. De lengte is 7,5-12 mm. Hij lijkt op de kleinere en iets slankere Nabis limbatus.

## Verspreiding en levenswijze
De soort leeft in Europa, niet mediterraan en Kazachstan. Hij wordt gevonden in rietkragen en in vochtig grasland.
Hij is roofzuchtig en voedt zich met insecten. De eieren overwinteren. Eén generatie per jaar. De eieren worden in grasstengels afgezet. In juni – oktober zijn er volwassen wantsen.